# 페타르 크루지치 계단

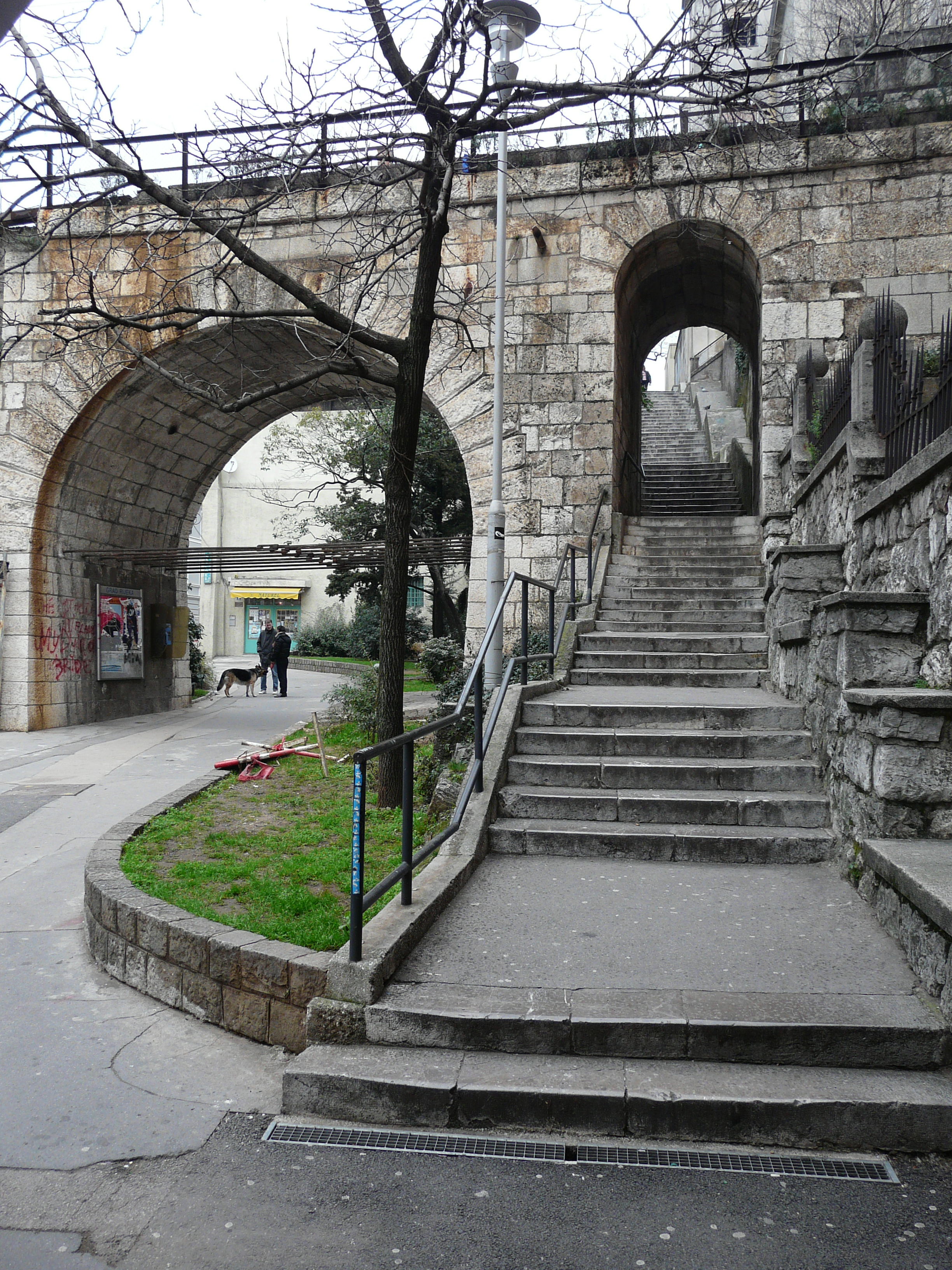
페타르 크루지치 계단 시작 부분

페타르 크루지치 계단(Stube Petra Kružića), 트르사트 계단(Trsatske stube)은 크로아티아 프리모레고르스키코타르주 리예카에 있는 계단이다. 리예카 중심부에서 트르사트로 가는 최단 경로다. 총 539개의 계단으로 이루어져 있으며, 트르사트 성모 교회로 이어진다. 이 계단은 선장 페타르 크루지치에 의해 1531년에 지어졌으며 그 이름을 따서 명명되었다. 